# Rick J. Jordan
Rick J. Jordan (vlastním jménem Hendrik Stedler) je německý hudební skladatel, audio designer a zvukový inženýr známý především působením v německé skupině Scooter kde byl klávesistou. Narodil se 1. ledna roku 1968 v Hannoveru. Má hnědé vlasy a oči a měří 176 cm. Má rád motorky, rád čte a chová dvě kočky.
Rick se naučil hrát na piáno už v pěti letech. Vystudoval mixování hudby. Údajně nemá řidičský průkaz. V roce 1986 se seznámil s H. P. Baxxterem a založili avantgardní popovou skupinu Celebrate The Nun. V roce 1994 ještě s Ferrisem Buellerem zakládají Scooter a vydávají první singl Vallée De Larmes. Je zodpovědný za zvukovou stránku Scooteru. Žije v Hamburku. Rick je ženatý s Nikk, zpěvačkou německé popové skupiny Crown of Creation, která také příležitostně účinkovala ve Scooteru a to jak na jevišti, tak také v některých písních (například Jigga Jigga!). Rick skupinu Scooter opustil počátkem roku 2014 a poslední koncert se skupinou absolvoval 24. ledna 2014.